# Sciara sciophila
Sciara sciophila är en tvåvingeart som beskrevs av Friedrich Hermann Loew 1870. Sciara sciophila ingår i släktet Sciara och familjen sorgmyggor. Inga underarter finns listade i Catalogue of Life.